# Салицилово-цинковая кислота
Салицилово-цинковая кислота или паста Лассара — пастообразная консистенция, содержащая в массовом отношении 25 % оксида цинка и 2 % салициловой кислоты. Остальной наполнитель — медицинский вазелин (48 %) и крахмал (25 %). Применяется при проблемной коже, экземе, прыщах и угревой сыпи и других заболеваниях кожи как человека, так и домашних животных.
Первоначальный состав (окись цинка, крахмал и вазелин) был предложен немецким врачом О. Лассаром.
Форма выпуска: темные стеклянные банки 25 г, закрытые пластиковой крышкой.
Вид лекарства: густая паста белого цвета, имеет легкий запах масла.